# Sigh
Sigh – japoński zespół metalowy, grający black metal.
Sigh powstał na przełomie lat 80. i 90. XX wieku i uchodzi za jednego z pionierów black metalu w Japonii. Na początku wykonywał prosty black metal w stylu Darkthrone czy Mayhem z trashowymi naleciałościami. Wydawcą pierwszego pełnego albumu Japończyków był Euronymous z Mayhem. Aktualnie płyty Sigh są wydawane przez amerykańską The End Records.
Obecnie Sigh jest kwartetem, tworzy go m.in. dwóch muzyków z pierwotnego składu: Satoshi Fujinami oraz Mirai Kawashima. Zmianie uległa także muzyka oraz instrumentarium zespołu. Obecnie styl Sigh można zakwalifikować jako eksperymentalny metal, z rockowymi (z lat 70., Imaginary Sonicscape) i heavymetalowymi (Gallows Gallery) wpływami.

## Muzycy
Obecny skład zespołu
- Mirai Kawashima (川嶋未来) – śpiew, instrumenty klawiszowe, vocoder (1989–teraz), instrumenty dęte drewniane (2010–teraz), gitara basowa (1989–2004, 2022–teraz), instrumenty perkusyjne (2004–teraz), aranżacje orkiestrowe (2007–teraz)
- Dr. Mikannibal (Mika Kawashima, 中島 美嘉) – saksofon, śpiew (2007-teraz)
- Nozomu Wakai (望 若井) – gitara (2022–teraz)
- Satoshi Fujinami (藤波聡) – gitara basowa (2004–2021), prekusja (1992–2004, 2008, с 2015), gitara (1989–1992, 2008, с 2015)

Byli członkowie zespołu
- Kazuki Ozeki (尾関和樹) – perkusja (1989)
- Shinichi Ishikawa (石川慎一) – gitara (1992-2014)
- You Oshima (大島雄一) – gitara (2014–2021)
- Junichi Harashima (原島淳一) – perkusja (2004-2021)

## Dyskografia
Pierwsze litery głównych wydań zespołu tworzą powtarzający się akrostych słowa "SIGH" (Scorn Defeat, Infidel Art, Ghastly Funeral Theatre, Hail Horror Hail, i tak dalej).

### Albumy studyjne
- Scorn Defeat (1993)
- Infidel Art (1995)
- Hail Horror Hail (1997)
- Scenario IV: Dread Dreams (1999)
- Imaginary Sonicscape (2001)
- Gallows Gallery (2005)
- Hangman's Hymn (2007)
- Scenes From Hell (2010)[2]
- In Somniphobia (2012)[3]
- Graveward (2015)
- Heir to Despair (2018)
- Shiki (2022)

### EPs
- Requiem for Fools (1992)
- Ghastly Funeral Theatre (1997)
- A Tribute to Venom (2008)
- The Curse of Izanagi 7" (2010)

### Dema
- Desolation (1990)
- Tragedies (1990)